# Congo (film)
Congo är en amerikansk film från 1995 i regi av Frank Marshall, baserad på en roman av Michael Crichton.

## Handling
Filmen handlar om två män och deras gorillahona som kan teckenspråk. De har kopplat en maskin till gorillans armar så att när apan gör tecken genom armrörelser så pratar maskinen åt den. De bestämmer sig sedan för att denna gorillahona, som heter Amy, ska få leva fritt i Kongos djungler med andra gorillor. Resans sponsorer vill även att de reser ner till ett gammalt tempel i Kongo som är fullt med diamanter. Men de märker inte det förrän det är för sent, att området kring templet skyddas av människoätande mördargorillor.

## Rollista (urval)
- Laura Linney - Dr. Karen Ross
- Dylan Walsh - Dr. Peter Elliot
- Ernie Hudson - kapten Munro Kelly
- Tim Curry - Herkermer Homolka
- Grant Heslov - Richard
- Lorene Noh - Amy
- Joe Don Baker - R.B. Travis
- Bruce Campbell - Charles Travis
- Adewale Akinnuoye-Agbaje - Kahega
- Joe Pantoliano - Eddie Ventro